# George G. Hall
George Garfield Hall (* 5. März 1925 in Belfast; † 6. Mai 2018) war ein britischer angewandter Mathematiker, bekannt durch Arbeiten in der Quantenchemie.
Hall wurde 1950 bei John Lennard-Jones an der University of Cambridge promoviert. Dabei entdeckte er unabhängig von Clemens C. J. Roothaan die Roothaan-Hall-Gleichungen in der Quantenchemie, ein Hartree-Fock-Verfahren mit nicht-orthogonalen Basisfunktionen. Als Post-Doktorand forschte er weiter in Cambridge in theoretischer Chemie und wurde 1953 Fellow des St John’s College. Von 1955 bis 1962 war er Lecturer in Mathematik am Imperial College London. 1957/58 war er bei Per-Olov Löwdin in Uppsala. 1962 wurde er Professor für Mathematik an der University of Nottingham, wo er bis zu seiner Emeritierung 1982 blieb. 1983 ging er an die Universität Kyōto, kehrte aber 1988 nach Nottingham zurück als Emeritus Professor und Senior Research Fellow am Shell Centre for Mathematical Education.
Er war Ehrendoktor der University of Cambridge (Sc.D.), der National University of Ireland in Maynooth und der Universität Kyōto sowie Mitglied der International Academy of Quantum Molecular Science (IAQMS).

## Schriften
- Matrices and Tensors, Pergamon 1963
- Applied Group Theory, Longman 1967
- Molecular Solid State Physics, Springer 1991, ISBN 978-3-642-84461-4